# Arthenas
Arthenas is een plaats en voormalige gemeente in het Franse departement Jura in de regio Bourgogne-Franche-Comté en telt 147 inwoners (2004). De plaats maakt deel uit van het arrondissement Lons-le-Saunier.

## Geschiedenis
Op  1 januari 2016 fuseerde de gemeente met Essia, Saint-Laurent-la-Roche en Varessia tot de commune nouvelle La Chailleuse, waarvan Arthenas de hoofdplaats werd.

## Geografie
De oppervlakte van Arthenas bedraagt 6,7 km², de bevolkingsdichtheid is 21,9 inwoners per km².
De onderstaande kaart toont de ligging van Arthenas met de belangrijkste infrastructuur en aangrenzende gemeenten.

## Demografie
Onderstaande figuur toont het verloop van het inwonertal.
Arthenas · Essia · Saint-Laurent-la-Roche · Varessia